# Вулиця Володимира Великого (Бровари)
Ву́лиця Володи́мира Вели́кого — вулиця на Торгмаші в місті Бровари Київської області.

## Розміщення
Вулиця лежить у районі Торгмаші, уздовж неї розміщена багатоквартирна та приватна садибна забудова, а також декілька нежитлових будівель. Починається від вулиці Сергія Москаленка, закінчується вулицею Броварської сотні. Із непарного боку прилучаються вулиця Поповича та безіменна дорога.

## Історія
До 25 грудня 2015 року вулиця Володимира Великого мала назву Енгельса — на честь Фрідріха Енгельса. Сучасна назва — на честь київського князя Володимира Великого.

## Об'єкти
По вулиці Володимира Великого розташовані:
- буд. № 1-б — поліцейське відділення, колишнє відділення ДАІ міста Броварів та Броварського району[3];
- буд. № 4 — житловий будинок, у якому мешкала Марія Лагунова;
- буд. № 6 — школа № 2.